# Катафалк (фильм, 1980)
«Катафа́лк» (англ. The Hearse) — фильм ужасов режиссёра Джорджа Бауэрса, снятый в 1980 году. Премьера в Канаде состоялась 25 апреля 1980 года, в США — 20 июня 1980 года.

## Сюжет
Решив провести лето в доме, доставшемся в наследство от покойной тётушки, Джейн Харди не знала, что её престарелая родственница активно практиковала чёрную магию. После переезда Джейн начал преследовать загадочный чёрный катафалк, а всё происходящее стало похоже на безумный кошмар. В то же время Джейн знакомится с привлекательным молодым человеком и влюбляется в него. Однако вскоре становится ясно, что между её избранником и водителем катафалка есть какая-то связь.

## В ролях
- Триш Ван Девер — Джейн Харди
- Джозеф Коттен — Уолтер Причард
- Дэвид Готрео — Том Саливан
- Дональд Хоттон — преподобный Уинстон
- Мед Флори — шериф Дентон
- Дональд Питри — Люк
- Кристофер Макдональд — Пит
- Перри Лэнг — Пол Гордон